# Joan Bennett
Joan Geraldine Bennett (Fort Lee, 27 febbraio 1910 – Scarsdale, 7 dicembre 1990) è stata un'attrice statunitense.
È stata attiva in teatro, cinema e televisione ed è apparsa in più di 70 pellicole cinematografiche dall'era del cinema muto fino alla fine degli anni settanta.

## Biografia
Il lungo percorso artistico di Joan Bennett può essere suddiviso in tre distinte fasi: durante gli anni trenta interpretò ruoli di accattivante ingenua bionda, mentre nel decennio successivo si rivelò quale bruna e sofisticata femme fatale; dagli anni cinquanta affrontò ruoli più maturi, interpretando figure di moglie/madre espansiva. La sua carriera cinematografica fu danneggiata da uno scandalo nei primi anni cinquanta, quando il suo terzo marito, il produttore Walter Wanger, ferì con due colpi d'arma da fuoco il suo agente Jennings Lang.

### Origini
Terza delle tre figlie dell'attore Richard Bennett e dell'attrice/agente letterario Adrienne Morrison (morta per un infarto nel 1940), sue sorelle maggiori erano l'attrice Constance Bennett e l'attrice e ballerina Barbara Bennett, madre di Morton Downey Jr.; il nonno materno della Bennett era l'attore shakespeariano giamaicano Lewis Morrison, che intraprese la carriera teatrale alla fine degli anni sessanta dell'Ottocento; aveva retaggio inglese e spagnolo. Dalla parte della nonna materna invece, l'attrice Rose Wood, la professione risale addirittura ai menestrelli itineranti nell'Inghilterra del XVIII secolo.
La Bennett apparve per la prima volta in un film muto nei panni di una bambina insieme ai suoi genitori e alle sue sorelle in un dramma interpretato dal padre, The Valley of Decision (1916), che egli aveva adattato per lo schermo. Frequentò la Miss Hopkins School for Girls di Manhattan, poi la St. Margaret, un collegio di Waterbury, quindi l'Hermitage, una scuola di comportamento a Versailles, in Francia. Il 15 settembre 1926, a soli sedici anni, si sposò a Londra con John Marion Fox. Ebbero una figlia, Adrienne Ralston Fox (nata il 20 febbraio 1928, in seguito conosciuta come Diana Bennett Markey, poi come Diana Bennett Wanger). La coppia divorziò il 30 giugno 1928 a Los Angeles.

### Carriera

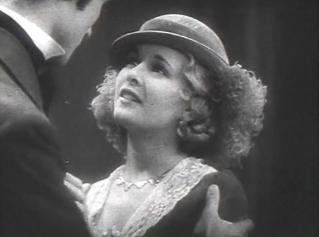
Joan Bennett in Disraeli (1929)

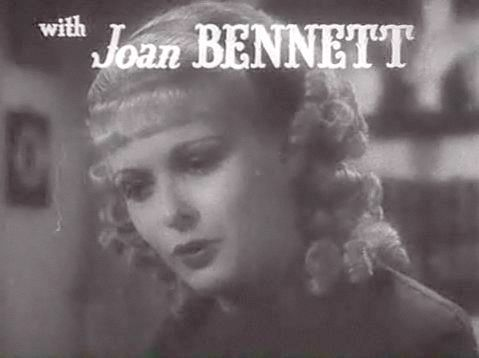
Joan Bennett nel trailer di Piccole donne (1933)

Il debutto della Bennett sulle scene teatrali avvenne all'età di 18 anni, quando recitò con suo padre in Jarnegan (1928), che venne replicato a Broadway per 136 volte e per il quale ottenne ottime critiche. A 19 anni divenne una star cinematografica, grazie a ruoli quali quello di Phyllis Benton nel thriller Cercasi avventura (1929), accanto a Ronald Colman, che fu il suo primo ruolo importante, e quello di Lady Clarissa Pevensey, partner di George Arliss nel biografico Disraeli (1929).
All'inizio degli anni trenta era già una star di prima grandezza e si specializzò in brillanti ruoli di vivace e bionda (il suo colore di capelli naturale) che avrebbe affrontato durante l'intero decennio. Ricoprì il ruolo di Dolores Fenton in Puttin' on the Ritz (1930), musical della United Artists al fianco di Harry Richman e di Faith Mapple, e fu partner di John Barrymore nella prima versione sonora di Moby Dick, il mostro bianco (1930), girato nei Warner Brothers Studios.
Sotto contratto con la Fox Film Corporation, il suo nome fu il primo in cartellone nel film She Wanted a Millionaire (1932), in cui interpretò il ruolo di Jane Miller al fianco di Spencer Tracy. Nello stesso anno recitò nuovamente accanto a Tracy, in Io e la mia ragazza (1932), nei panni della bella cameriera Helen Riley, ruolo che le consentì di prodursi in brillanti e ironici dialoghi.
Il 16 marzo 1932 si risposò a Los Angeles con lo sceneggiatore/produttore Gene Markey, dal quale divorzierà il 3 giugno 1937. Ebbero una figlia, Melinda Markey (nata il 27 febbraio 1934).
La Bennett lasciò la Fox per interpretare Amy, l'irriverente sorellina minore in competizione con la Jo March interpretata da Katharine Hepburn in Piccole donne (1933), diretto da George Cukor per la RKO Pictures. Quest'ultimo film pose la Bennett all'attenzione del produttore indipendente Walter Wanger, che la mise sotto contratto ed iniziò a gestire la sua carriera. In Mondi privati (1935), l'attrice interpretò il ruolo di Sally MacGregor, la giovane moglie di uno psichiatra che lentamente scivola nella pazzia, al fianco di Claudette Colbert, Charles Boyer e Joel McCrea. Successivamente, Wanger e il regista Tay Garnett la convinsero a tingere i capelli dal biondo al bruno per interpretare Kay Kerrigan in Crociera d'amore (1938), con Fredric March.

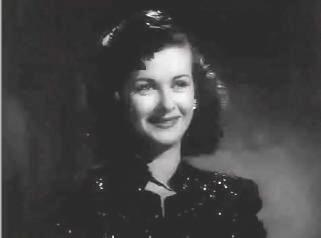
Joan Bennett in La donna del ritratto (1944)

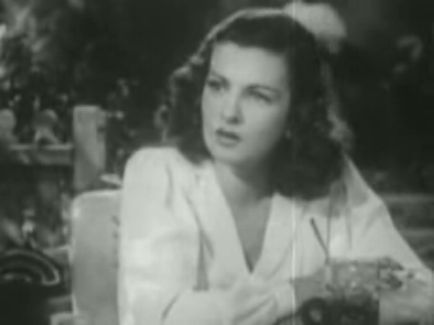
Joan Benentt in La strada scarlatta (1945)

A seguito del cambio di look, la Bennett avviò una nuova fase della propria carriera, mentre la sua personalità cinematografica si evolveva in quella di affascinante e seducente femme fatale. Interpretò la principessa Maria Teresa in La maschera di ferro (1939) con Louis Hayward, e la gran duchessa Zona di Lichtenburg in Il figlio di Montecristo (1940), sempre con Hayward.
Durante i test per l'assegnazione del ruolo di Rossella O'Hara in Via col vento (1939), la Bennett fece un provino che impressionò il produttore David O. Selznick. Per un breve periodo venne considerata la favorita per quel ruolo, ma Selznick cambiò poi idea, rivolgendo la sua attenzione prima su Paulette Goddard, e infine verso Vivien Leigh, che fu l'interprete prescelta.
Nel 1949 divenne nonna per la prima volta a 39 anni di Amanda, figlia di Diana.
Il 12 gennaio 1940 la Bennett sposò il produttore Walter Wanger a Phoenix. Dal matrimonio nacquero due figlie, Stephanie (nata il 26 giugno 1943) e Shelley (nata il 4 luglio 1948). La coppia divorzierà in Messico nel settembre del 1965.
Il nuovo look bruno della Bennett, unitamente alla sensualità dello sguardo e alla voce roca, contribuì a delinearne una personalità meno angelica e più accattivante. Fu lodata per la sua interpretazione di Brenda Bentley nel giallo drammatico L'isola degli uomini perduti (1940), con George Raft, e per quella di Carol Hoffman in The Man I Married (1939), un dramma dai forti toni antinazisti in cui recitò con Francis Lederer.
Durante gli anni 1940 l'attrice ottenne grande successo in una serie di film noir acclamati anche dalla critica e diretti dal regista Fritz Lang, con il quale lei e Wanger formarono una propria casa di produzione. Le quattro pellicole girate sotto la direzione di Lang consacrarono la Bennett tra le maggiori star hollywoodiane dell'epoca: fu la prostituta londinese Jerry Stokes in Duello mortale (1941) con Walter Pidgeon; la misteriosa modella Alice Reed in La donna del ritratto (1944) con Edward G. Robinson; la volgare ricattatrice Katherine “Kitty” March in La strada scarlatta (1945) sempre insieme a Robinson. Fu infine Celia Lamphere in Dietro la porta chiusa (1948), accanto a Michael Redgrave, che secondo molti fu il miglior film hollywoodiano di Lang.

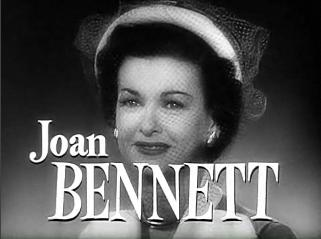
Joan Bennett nel trailer di Il padre della sposa (1950)

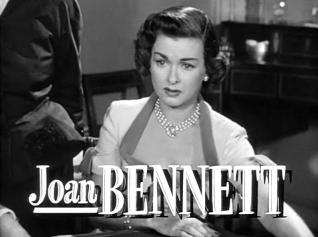
Joan Bennett nel trailer di Papà diventa nonno (1951)

La Bennett venne acclamata anche nei ruoli di Margaret Macomber nel melodramma Passione selvaggia (1947) di Zoltán Korda, con Gregory Peck; di Peggy, la moglie fraudolenta in La donna della spiaggia (1947) di Jean Renoir, con Robert Ryan e Charles Bickford; di Lucia Harper, tormentata vittima di un ricatto in Sgomento (1949) di Max Ophüls, con James Mason.
Quindi, cambiando nuovamente immagine, mutò la sua veste cinematografica in quella di una elegante e spiritosa moglie e madre in due commedie classiche dirette da Vincente Minnelli. Nel ruolo di Ellie Banks, moglie di Spencer Tracy e madre di Elizabeth Taylor, la Bennett recitò sia in Il padre della sposa (1950) che nel sequel Papà diventa nonno (1951).
Fece parecchie apparizioni radiofoniche fra gli anni trenta e cinquanta, partecipando a programmi quali The Edgar Bergen and Charlie McCarthy Show, Duffy's Tavern e la serie Lux Radio Theater. Con l'accrescere di popolarità della televisione, nel 1951 la Bennett comparve per cinque volte come guest star, incluso un episodio del Your Show of Shows di Sid Caesar e Imogene Coca.
Nel 1960 per il suo contributo all'industria cinematografica, le venne assegnata una stella sulla Hollywood Walk of Fame al 6300 di Hollywood Blvd.

### Lo scandalo
Per dodici anni la Bennett fu rappresentata dall'agente Jennings Lang, già vice presidente della Sam Jaffe Agency e all'inizio degli anni cinquanta a capo della MCA. L'attrice e Lang si incontrarono il pomeriggio del 13 dicembre 1951 per discutere di uno spettacolo televisivo in produzione. La Bennett posteggiò la sua Cadillac decappottabile nel parcheggio sul retro degli uffici della MCA, e andò via con Lang sull'automobile di lui. Nel frattempo, intorno alle 14:30, suo marito Walter Wanger passò con la macchina e notò la Cadillac di sua moglie parcheggiata presso gli studi. Mezz'ora dopo vide ancora la sua macchina lì e si fermò ad aspettare. La Bennett e Lang rientrarono nel parcheggio qualche ora dopo e lui la accompagnò alla macchina. Mentre lei avviava il motore, accendeva i fari e si accingeva ad allontanarsi, Lang si appoggiò alla macchina con entrambe le braccia alzate e le parlò.
Fu a quel punto che Wanger si avvicinò e sparò due volte, ferendo l'ignaro agente. Un proiettile colpì Jennings alla coscia destra, vicino all'anca, e l'altro penetrò nella zona inguinale. La Bennett dichiarò di non aver notato Wanger inizialmente e di aver visto all'improvviso due lampi, poi Lang curvato al suolo. Non appena riconobbe chi aveva sparato, disse a Wanger “Vattene e lasciaci soli”. Lui gettò la pistola nella macchina di sua moglie. Con l'aiuto del gestore del parcheggio, Lang fu prima condotto dal suo medico e subito dopo trasportato all'ospedale, dove fortunatamente si riprese. La polizia, che aveva udito gli spari, giunse sulla scena, trovò la pistola nella macchina della Bennett, e prese in custodia Wanger. Il produttore fu schedato, gli vennero prese le impronte digitali e venne sottoposto a lunghi interrogatori.
"Gli ho sparato perché pensavo che stesse smembrando la mia famiglia," disse Wanger al capo della polizia di Beverly Hills. Fu accusato di assalto con intenti omicidi. La Bennett tuttavia negò qualunque relazione amorosa. “Ma se Walter pensa che la relazione tra me e il signor Lang sia romantica o di qualunque altro tipo piuttosto che non una relazione d'affari, ha torto”, dichiarò. Lei incolpò i contrattempi finanziari che riguardavano le produzioni cinematografiche in cui Wanger era coinvolto, e disse che lui era sull'orlo di un esaurimento nervoso. Il giorno seguente Wanger ritornò alla loro casa di Holmby Hills, prese i suoi averi e se ne andò. La Bennett, tuttavia, dichiarò che non ci sarebbe stato un divorzio.
Il successivo 14 dicembre, la Bennett convocò un gruppo di giornalisti nella sua residenza e rilasciò una dichiarazione in cui diceva che sperava che suo marito “non venisse biasimato troppo” per aver ferito il suo agente. Lesse la dichiarazione ai reporter nella sua camera da letto, mentre le telecamere televisive registravano la scena.
"Spero che Walter non venga troppo biasimato,” disse. "È stato molto infelice e turbato per tanti mesi, a causa di preoccupazioni finanziarie, e a causa dei suoi attuali processi di bancarotta che minacciano di spazzar via ogni centesimo che abbia mai guadagnato nel corso della sua lunga e affermata carriera di produttore. Abbiamo vissuto insieme nella mia casa di Holmby Hills per 11 anni, insieme alle nostre due figlie, che amano profondamente Walter. Jennings Lang è il mio agente ed un mio caro amico da lungo tempo. Io e Walter siamo stati molto amici di Jennings e di sua moglie Pam, con i quali ci incontravamo spesso. Sono fiduciosa che Walter non avrebbe mai dato voce ai sospetti da lui espressi sui giornali se non per il fatto che era così confuso mentalmente per le complessità del fardello finanziario che ha dovuto sostenere per lungo tempo. Non avevo mai sognato un matrimonio di successo durato 12 anni come il nostro, con una famiglia deliziosa come la nostra, che non dovrebbe mai essere coinvolta in una situazione così spiacevole.

Conoscendo Hollywood, sapendo quanto buone, sane e sincere siano la gran parte delle persone del mondo cinematografico, voglio esprimere il mio profondo rammarico affinché questo incidente non si aggiunga alla già erronea opinione che in molti si sono fatti.”
Sulla stessa pagina del Los Angeles Times comparve la prima dichiarazione di Jennings Lang, rilasciata da sua moglie Pam
"Sono sconcertato dallo sfortunato ed immotivato evento avvenuto. Ho rappresentato Miss Bennett per tanti anni in qualità di suo agente, e posso solo dire che Walter Wanger ha frainteso quella che era unicamente una relazione d'affari. Poiché sono coinvolte famiglie e bambini, spero che questo spiacevole incidente possa essere completamente dimenticato il prima possibile.”
L'avvocato di Wanger, Jerry Geisler, predispose la difesa puntando all'infermità mentale temporanea. Egli quindi decise di rinunciare al suo diritto ad avere una giuria, e si rimise alla pietà della corte. Wanger scontò una condanna di quattro mesi alla County Honor Farm a Castaic, 63 chilometri a nord dalla Downtown di Los Angeles, per poi tornare rapidamente alla sua carriera, mettendo a segno una serie di film di successo. Nel frattempo la Bennett si spostò a Chicago per recitare in teatro nel ruolo della giovane strega Gillian Holroyd in Bell, Book and Candle, e proseguì nel tour nazionale con la produzione.
Virtualmente inserita nella lista nera a causa dello scandalo, nel decennio successivo la Bennett riuscì a girare solo cinque film. La sparatoria che la coinvolse fu come una macchia indelebile che distrusse la sua carriera, tanto che l'attrice dichiarò: “Potevo benissimo aver premuto il grilletto io stessa”. Anche se Humphrey Bogart, collega e amico di lunga data, fece pressioni sullo studio in suo favore, consentendole di ottenere il ruolo di Amelie Ducotel nella commedia Non siamo angeli (1955), questo film fu uno degli ultimi della carriera della Bennett.
L'attrice continuò ad andare in tournée con spettacoli teatrali di successo come Susan and God, Once More With Feeling, The Pleasure of His Company e Never Too Late. La sua successiva apparizione televisiva fu nel 1954 nel ruolo di Bettina Blane per un episodio di General Electric Theater. Altri ruoli furono quello di Honora in Climax! (1955) e quello di Vickie Maxwell in Playhouse 90 (1957). Recitò anche a Broadway nella commedia Love Me Little (1958), che rimase però in scena solo per otto repliche.

### Gli ultimi anni
Nonostante lo scandalo e il danno che aveva arrecato alla sua carriera, la Bennett rimase legalmente sposata a Wanger fino al 1965, ma dal 1961 si legò all'attore John Emery, di cui si prese cura durante la sua malattia che lo portò alla morte nel 1964. Continuò costantemente a lavorare a teatro ed in televisione, entrando nel cast della soap opera gotica Dark Shadows, che attirò uno stuolo di fan e di successo per tutti e cinque i suoi anni di programmazione, dal 1966 al 1971, facendole ottenere una nomination agli Emmy Award nel 1968 per la sua interpretazione di Elizabeth Collins Stoddard, padrona della infestata Collinwood Mansion. Nel 1970 apparve come Elizabeth in La casa dei vampiri, film adattato dalla serie. Tuttavia, si rifiutò di apparire nel sequel La casa delle ombre maledette, e nel film il suo personaggio venne indicato come appena deceduto.
La sua autobiografia, The Bennett Playbill, scritta insieme a Lois Kibbee, venne pubblicata nel 1970. Un'altra apparizione televisiva in qualità di ospite vide la Bennett ricoprire il ruolo di Joan Darlene Delaney in un episodio di The Governor & J.J. (1970) ed il ruolo di Edith in un episodio di Love, American Style (1971). Tra il 1972 e il 1982 recitò in cinque film televisivi, ma apparve ancora in alcune occasioni sul grande schermo, come nel ruolo di Madame Blanc in Suspiria (1977), cult movie horror del regista italiano Dario Argento, per cui ottenne una candidatura al Saturn Award per la miglior attrice non protagonista.
Il 14 febbraio 1978 si risposò con l'editore e critico cinematografico ormai in pensione David Wilde. Il loro matrimonio durò fino alla sua morte. Famosa per non essersi mai presa troppo sul serio, in un'intervista rilasciata nel 1986 la Bennett dichiarò: “Non penso molto alla gran parte dei film che ho fatto, ma essere una star cinematografica era qualcosa che mi piaceva un sacco”.

### Morte
Joan Bennett morì all'età di 80 anni a causa di un attacco di cuore, nella sua residenza di Scarsdale. È sepolta al Pleasant View Cemetery, Lyme, accanto ai suoi genitori.
Ha una stella sull'Hollywood Walk of Fame al 6310 di Hollywood Boulevard, a Hollywood.

## Filmografia

### Cinema
- The Valley of Decision, regia di Rae Berger (1916)
- The Eternal City, regia di George Fitzmaurice (1923) - non accreditata
- Power, regia di Howard Higgin (1928)
- Show Folks, regia di Paul L. Stein (1928)
- Trafalgar (The Divine Lady), regia di Frank Lloyd (1929) - non accreditata
- Cercasi avventura (Bulldog Drummond), regia di Richard Jones (1929)
- Three Live Ghosts, regia di Thornton Freeland (1929)
- Disraeli, regia di Alfred E. Green (1929)
- Poker d'amore (The Mississippi Gambler), regia di Reginald Barker (1929)
- Follie di Broadway (Puttin' on the Ritz), regia di Edward Sloman (1930)
- Crazy That Way, regia di Hamilton MacFadden (1930)
- Moby Dick, il mostro bianco (Moby Dick), regia di Lloyd Bacon (1930)
- Maybe It's Love, regia di William A. Wellman (1930)
- Scotland Yard, regia di William K. Howard (1930)
- Many a Slip, regia di Vin Moore (1931)
- Fiamme di gelosia (Doctors' Wives), regia di Frank Borzage (1931)
- Hush Money, regia di Sidney Lanfield (1931)
- She Wanted a Millionaire, regia di John G. Blystone (1932)
- Careless Lady, regia di Kenneth MacKenna (1932)
- The Trial of Vivienne Ware, regia di William K. Howard (1932)
- Week Ends Only, regia di Alan Crosland (1932)
- Ragazza selvaggia (Wild Girl), regia di Raoul Walsh (1932)
- Io e la mia ragazza (Me and My Gal), regia di Raoul Walsh (1932)
- Arizona to Broadway, regia di James Tinling (1933)
- Piccole donne (Little Women), regia di George Cukor (1933)
- Usanze d'allora (Pursuit of Happiness), regia di Alexander Hall (1934)
- The Man Who Reclaimed His Head, regia di Edward Ludwig (1934)
- Mondi privati (Private Worlds), regia di Gregory La Cava (1935)
- Mississippi, regia di A. Edward Sutherland (1935)
- Two for Tonight, regia di Frank Tuttle (1935)
- Il domatore di donne (She Couldn't Take It), regia di Tay Garnett (1935)
- L'uomo che sbancò Montecarlo (The Man Who Broke the Bank at Monte Carlo), regia di Stephen Roberts (1935)
- Occhioni scuri (Big Brown Eyes), regia di Raoul Walsh (1936)
- Volo nella bufera (Thirteen Hours By Air), regia di Mitchell Leisen (1936)
- Due nella folla (Two in a Crowd), regia di Alfred E. Green (1936)
- Wedding Present, regia di Richard Wallace (1936)
- Modella di lusso (Vogues of 1938), regia di Irving Cummings (1937)
- Ho ritrovato il mio amore (I Met My Love Again), regia di Joshua Logan e Arthur Ripley (1938)
- The Texans, regia di James P. Hogan (1938)
- Artists and Models Abroads, regia di Mitchell Leisen (1938)
- Crociera d'amore (Trade Winds), regia di Tay Garnett (1938)
- La maschera di ferro (The Man in the Iron Mask), regia di James Whale (1939)
- La casa delle fanciulle (The Housekeeper's Daughter), regia di Hal Roach (1939)
- Inferno verde (Green Hell), regia di James Whale (1939)
- L'isola degli uomini perduti (The House Across the Bay), regia di Archie Mayo (1939)
- The Man I Married, regia di Irving Pichel (1940)
- Il figlio di Montecristo (The Son of Monte Cristo), regia di Rowland V. Lee (1940)
- Anime allo specchio (She Knew All the Answers), regia di Richard Wallace (1941)
- Duello mortale (Man Hunt), regia di Fritz Lang (1941)
- Il richiamo del nord (Wild Geese Calling), regia di John Brahm (1941)
- Confirm or Deny, regia di Archie Mayo (1941)
- The Wife Takes a Flyer, regia di Richard Wallace (1942)
- Letti gemelli (Twin Beds), regia di Tim Whelan (1942)
- Girl Trouble, regia di Harold D. Schuster (1942)
- Margine d'errore (Margin for Error), regia di Otto Preminger (1943)
- La donna del ritratto (The Woman in the Window), regia di Fritz Lang (1944)
- La barriera d'oro (Nob Hill), regia di Henry Hathaway (1945)
- La strada scarlatta (Scarlet Street), regia di Fritz Lang (1945)
- Colonel Effingham's Raid, regia di Irving Pichel (1946)
- Passione selvaggia (The Macomber Affair), regia di Zoltán Korda (1947)
- La donna della spiaggia (The Woman on the Beach), regia di Jean Renoir (1947)
- Dietro la porta chiusa (Secret Beyond the Door), regia di Fritz Lang (1948)
- Jim lo sfregiato (Hollow Triumph), regia di Steve Sekely (1948)
- Sgomento (The Reckless Moment), regia di Max Ophüls (1949)
- Il padre della sposa (Father of the Bride), regia di Vincente Minnelli (1950)
- Si può entrare? (For Heaven's Sake), regia di George Seaton (1950)
- Papà diventa nonno (Father's Little Dividend), regia di Vincente Minnelli (1951)
- The Guy Who Came Back, regia di Joseph M. Newman (1951)
- FBI operazione Las Vegas (Highway Dragnet), regia di Nathan Juran (1954)
- Non siamo angeli (We're No Angels), regia di Michael Curtiz (1955)
- Quella che avrei dovuto sposare (There's Always Tomorrow), regia di Douglas Sirk (1956)
- Navy Wife, regia di Edward Bernds (1956)
- Desiderio nella polvere (Desire in the Dust), regia di William F. Claxton (1960)
- La casa dei vampiri (House of Dark Shadows), regia di Dan Curtis (1970)
- Suspiria, regia di Dario Argento (1977)

### Televisione
- Nash Airflyte Theatre – serie TV, episodio "Peggy" (1951)
- Danger – serie TV, episodio "A Clear Case of Suicide" (1951)
- Somerset Maugham TV Theatre – serie TV, episodi "Smith Serves", "The Dream" (1951)
- Your Show of Shows – serie TV, 1 episodio (1951) - sé stessa
- General Electric Theater – serie TV, episodio 2x22 (1954)
- The Best of Broadway – serie TV, episodio "The Man Who Came to Dinner" (1954)
- Climax! – serie TV, episodi 1x28-2x23 (1955-1956)
- The Ford Television Theatre – serie TV, episodi "Letters Marked Personal", "Dear Diane" (1955-1956)
- Playhouse 90 – serie TV, episodio "The Thundering Wave" (1957)
- The DuPont Show of the Month – serie TV, episodio 1x04 (1957)
- Pursuit – serie TV, episodio 1x07 (1958)
- Too Young to Go Steady – serie TV, 7 episodi (1959)
- Mr. Broadway – serie TV, episodio 1x07 (1964)
- La legge di Burke (Burke's Law) – serie TV, episodio 2x24 (1965)
- The Governor & J.J. – serie TV, episodio "Check the Check" (1970)
- Love, American Style – serie TV, segmento di episodio "Love and the Second Time" (1971)
- Dark Shadows – serie TV, 386 episodi (1966-1971)
- Gidget Gets Married – film TV (1972)
- The Eyes of Charles Sand – film TV (1972)
- Dottor Simon Locke (Dr. Simon Locke) – serie TV, episodio 1x22 (1972)
- Suddenly, Love – film TV (1978)
- This House Possessed – film TV (1981)
- Causa di divorzio – film TV (1982)

### Cortometraggi
- Screen Snapshots (1932)
- Hollywood on Parade No. A-12 (1933)
- The Fashion Side of Hollywood, regia di Josef von Sternberg (1935)
- Hollywood Party (1937)
- Screen Snapshots Series 19, No. 9: Sports in Hollywood (1940)
- Hedda Hopper's Hollywood, No. 6 (1942)
- Screen Actors (1950)

## Riconoscimenti
- Hollywood Walk of Fame
  - 1960 – Stella

- Saturn Award
  - 1978 – Candidatura alla miglior attrice non protagonista per Suspiria

## Doppiatrici italiane
- Lydia Simoneschi ne La maschera di ferro, Il richiamo del nord, Passione selvaggia, La donna della spiaggia, Dietro la porta chiusa, Il padre della sposa, Papà diventa nonno, FBI operazione Las Vegas, Non siamo angeli, Desiderio nella polvere
- Lia Orlandini in Duello mortale, Letti gemelli
- Tina Lattanzi in Si può entrare?, Quella che avrei dovuto sposare
- Dhia Cristiani ne Il figlio di Montecristo
- Clelia Bernacchi in Sgomento
- Renata Marini ne La donna del ritratto (riedizione anni '50)
- Gabriella Genta ne La casa dei vampiri
- Rosetta Calavetta in Suspiria
- Pinella Dragani in Grandi occhi scuri (doppiaggio tardivo)
- Cristina Grado ne La donna della spiaggia (ridoppiaggio)
- Claudia Razzi in Piccole donne (ridoppiaggio)